# Fritillaria imperialis
La corona imperial (Fritillaria imperialis L.) es una especie de plantas del género Fritillaria, dentro de la familia Liliaceae. Es nativa de Irán, Afghanistán, Pakistán, Turquía y de la región de los Himalayas.
Esta especie es muy apreciada como planta ornamental, mientras que la forma silvestre normalmente florece de un color rojo, los cultivos presentan una gama de color más amplia, con rojos, naranjas y amarillos. En el hemisferio norte, la floración ocurre a finales de abril o en mayo.

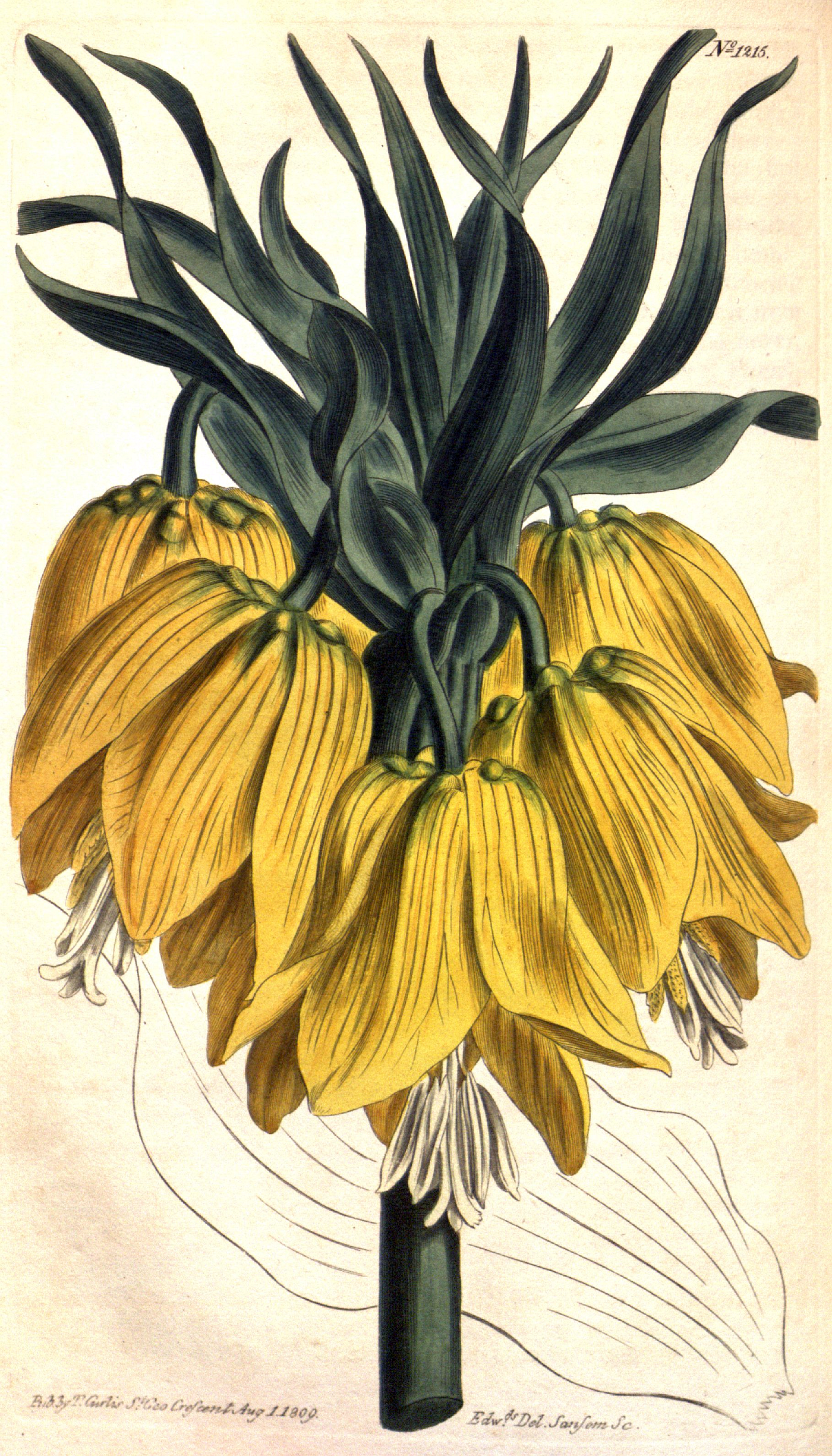
Ilustración

## Descripción
La corona imperial, alcanza una altura de 1 metro (3,3 pies), y lleva hojas verde  brillantes, lanceoladas, dispuestas a intervalos a lo largo del tallo.
Las flores lleva un penacho prominente de hojas verdes pequeñas , revestimientos del extremo del tallo, encima de las flores campaniformes dispuestas hacia abajo, de ahí el nombre de la planta. 
Mientras que la forma silvestre normalmente florece de un color rojo, los cultivares, presentan una gama de color más amplia, con rojos, naranjas, y  amarillos. En el hemisferio norte, la floración ocurre a finales de abril o  en mayo.

## Taxonomía
Fritillaria imperialis fue descrita por  Carlos Linneo y publicado en Sp. Pl. 303 1753.
Etimología
Fritillaria: nombre genérico que deriva del término latino para un cubilete (fritillus),   y, probablemente, se refiere al patrón a cuadros de las flores de muchas especies.
imperialis: epíteto latíno que significa "grandioso"
Variedades
- Fritillaria imperialis var. chitralensis auct., Gard. Chron., III, 47: 171 (1910).
- Fritillaria imperialis var. imperialis.[4]

Sinónimos
- Petilium imperiale (L.) J.St.-Hil., Expos. Fam. Nat. 1: 120 (1805).[4]